# Homokay Pál
Homokay Pál (Dés, 1900. január 17. – Kaposvár, 1969. június 19.) színész, színházi rendező, színigazgató, a kaposvári Csiky Gergely Színház alapító tagja.

## Életpályája
1922-ben végzett a Színházművészeti Főiskola hallgatójaként. Színészi pályáját 1922-ben kezdte Nagyváradon. Az 1920-as évek végén Szentiványi Béla Országos Művész Színházának színésze és rendezője volt, majd a Pécsi Nemzeti Színházban rendezett. 1937–1938 között Bánky Róbert színházának, 1938-tól Sziklai Jenő szegedi társulatának, 1939-től Inke Rezső társulatának színésze és rendezője volt. 1940–1941 között a Fővárosi Operettszínház tagja volt. 1941-től színházigazgató volt (Budafok, Kőszeg, Szentes, Veszprém, Békés, Csepel, Orosháza, Rákosszentmihály). 1942-től Veszprém és Keszthely, majd 1943–1945 között Ungvár, Beregszász, Munkács és Sátoraljaújhely, 1948–1949 között Székesfehérvár, Békéscsaba, Kaposvár, Pápa, Gyula és Szentes voltak főbb állomáshelyei. 1950-től a Kecskeméti Katona József Színházban szerepelt és rendezett. 1955–1966 között a kaposvári Csiki Gergely Színházban szerepelt és rendezett. 1966-ban nyugdíjba vonult.

## Családja
Szülei: Homokay Géza és Fey Hermina voltak. Első feleségétől megözvegyült, majd 1930. május 22-én, Budapesten feleségül vette Radványi Gabriella színésznőt, akitől 1944-ben másodszor is megözvegyült. 1946-ban Sátoraljaújhelyen feleségül vette Mészáros Jolán színésznőt. Gyermekei: Ágnes (1946–) és Pál (1954–).

## Színházi szerepei
- William Shakespeare: Hamlet – Polonius
- Schiller: Ármány és szerelem – kancellár
- Wilder, Th.: A mi kis városunk – Mr. Gibbs
- Miller A.: Az ügynök halála – Willy Lornan
- William Shakespeare: Rómeó és Júlia – Rómeó
- Choinski: Éjszakai történet – Ellenőr

## Színházi rendezései
- Priestley: A váratlan vendég
- Mikszáth–Bondi: Az eladó birtok

## Filmjei
- Édes ellenfél (1941)
- Isten őszi csillaga (1963)